# Peter John N’Dow
Peter John N’Dow (* 22. November 1923 in Bathurst) ist gambischer Mediziner und Beamter.

## Leben
N’Dow besuchte zunächst die St. Augustine's Preparatory School in Bathurst und dann die St. Edward's Secondary School in Freetown (Sierra Leone). Danach ging er nach Großbritannien auf das Skerries College, Edinburgh und studierte dann 1953 auf der London School of Hygiene and Tropical Medicine. Auf dem University College Dublin erlangte er 1960 ein Diplom in Public Health.
Im St. Vincent's Hospital in Dublin war er ab 1952 als Mediziner  angestellt, als leitender Mediziner  von 1952 bis 1953 am Royal Victoria Hospital in Dover (Großbritannien). Bei der Regierung von Gambia war er von 1953 bis 1961 medical officer und von 1961 bis 1964 medical officer of Health. Von 1964 bis 1969 stellvertretender Direktor of Medical Services und dann bis 1971 Medical Superintendent. Von 1971 bis 1976 Chief Medical Officer. 1976 wurde er zum Director of Medical Services ernannt.
Ab 1976 gehörte er der Gesellschaft West African College of Physicians an und wurde deren Vizepräsident. Als gambischer Delegierter gehörte er seit 1971 der World Health Assembly und der Commonwealth Medical Conferences an. Auch ist er Mitglied des Expertenbeirats der WHO für Viruskrankheiten.

## Familie
N’Dow ist seit 1953 verheiratet und hat drei Töchter, zwei Söhne.

## Auszeichnungen und Ehrungen
- 1972 – Officer of Order of the Republic of The Gambia[1]